# ナイン・デッド・ゲイ・ガイズ
『ナイン・デッド・ゲイ・ガイズ』（英: 9 Dead Gay Guys）は、2002年に製作されたイギリスの映画。
日本では2003年7月19日に第12回東京国際レズビアン&ゲイ映画祭で上映された。

## キャスト
- ケニー：グレン・ムルハーン
- バイロン：ブレンダン・マッキー
- ジェフ：スティーヴン・バーコフ
- クィーン：マイケル・プリード
- ニック：フィッシュ